# Golden Globe Cecil B. DeMille Award
The Cecil B. DeMille Award for Lifetime Achievement in Motion Pictures är ett pris som delas ut årligen av Hollywood Foreign Press Association vid Golden Globe Award-ceremonien i Hollywood. Det är uppkallat efter Cecil B. DeMille (1881–1959). Judy Garland är den yngsta person som tilldelats priset, hon var 39 år när hon fick det 1962. Den äldsta person som fått priset var Samuel Goldwyn som fick priset 1973, då han var 90 år gammal.

## Pristagare
| - 1952: Cecil B. DeMille (70 år) - 1953: Walt Disney (51 år) - 1954: Darryl F. Zanuck (51 år) - 1955: Jean Hersholt (68 år) - 1956: Jack L. Warner (63 år) - 1957: Mervyn LeRoy (56 år) - 1958: Buddy Adler (48 år) - 1959: Maurice Chevalier (70 år) - 1960: Bing Crosby (56 år) - 1961: Fred Astaire (60 år) - 1962: Judy Garland (39 år) - 1963: Bob Hope (59 år) - 1964: Joseph E. Levine (58 år) - 1965: James Stewart (56 år) - 1966: John Wayne (58 år) - 1967: Charlton Heston (43 år) - 1968: Kirk Douglas (51 år) - 1969: Gregory Peck (52 år) - 1970: Joan Crawford (65 år) | - 1971: Frank Sinatra (55 år) - 1972: Alfred Hitchcock (72 år) - 1973: Samuel Goldwyn (90 år) - 1974: Bette Davis (65 år) - 1975: Hal B. Wallis (76 år) - 1976: Pris ej utdelat - 1977: Walter Mirisch (55 år) - 1978: Red Skelton (64 år) - 1979: Lucille Ball (67 år) - 1980: Henry Fonda (74 år) - 1981: Gene Kelly (68 år) - 1982: Sidney Poitier (54 år) - 1983: Laurence Olivier (75 år) - 1984: Paul Newman (59 år) - 1985: Elizabeth Taylor (52 år) - 1986: Barbara Stanwyck (78 år) - 1987: Anthony Quinn (71 år) - 1988: Clint Eastwood (57 år) - 1989: Doris Day (64 år) | - 1990: Audrey Hepburn (60 år) - 1991: Jack Lemmon (65 år) - 1992: Robert Mitchum (74 år) - 1993: Lauren Bacall (68 år) - 1994: Robert Redford (57 år) - 1995: Sophia Loren (60 år) - 1996: Sean Connery (65 år) - 1997: Dustin Hoffman (59 år) - 1998: Shirley MacLaine (63 år) - 1999: Jack Nicholson (61 år) - 2000: Barbra Streisand (57 år) - 2001: Al Pacino (60 år) - 2002: Harrison Ford (59 år) - 2003: Gene Hackman (72 år) - 2004: Michael Douglas (59 år) - 2005: Robin Williams (53 år) - 2006: Anthony Hopkins (68 år) - 2007: Warren Beatty (69 år) - 2008: Pris ej utdelat | - 2009: Steven Spielberg (62 år) - 2010: Martin Scorsese (67 år) - 2011: Robert De Niro (67 år) - 2012: Morgan Freeman (74 år) - 2013: Jodie Foster (50 år) - 2014: Woody Allen (78 år) - 2015: George Clooney (53 år) - 2016: Denzel Washington (61 år) - 2017: Meryl Streep (67 år) - 2018: Oprah Winfrey (63 år) - 2019: Jeff Bridges (69 år) - 2020: Tom Hanks (63 år) - 2021: Jane Fonda (83 år) - 2022: Pris ej utdelat - 2023: Eddie Murphy (62 år) - 2024: Pris ej utdelat - 2025: Viola Davis (59 år) |